# Теплохід «Тарас Шевченко» (1966)
«Tara» (назва (2001—2004) — «Тарас Шевченко»; (1995–2001) — «Taras Shevchenko»; (1966–1995) — «Тарас Шевченко» — круїзний корабель, що використовувався ЧМП в 1966–2004 роках. З 1967 по 1989 роки здійснював рейси по Чорному морю.
- Рік побудови: травень 1966
- Місце побудови: Німеччина, верф VEB «Mathias Thesen Werft Wismar».

## Характеристика
- Найбільша довжина — 176,14 м.
- Довжина між перпендикулярами — 159,27 м по ватерлінії.
- Ширина найбільша — 23,60 м.
- Висота максимальна — 39,50 м.
- Висота борта — 13,50 м.
- Осад (максимальний) — 8,30 м.
- Швидкість — 18 вузлів.
- Валова місткість рег. — 21 100 тонн.
- Чиста місткість рег. — 8 602 тонн.
- Кількість і тип головних двигунів: 2 головних двигуна типу «Зульцер 7RD76»
- Потужність (одного двигуна) — 7773 к.с.
- Стабілізатори хитавиці (два активних крила) — англ. фірми «Denny Brown»
- Кількість палуб: 11
- Кількість пасажирських кают: 291
- Кількість пасажирських місць: 738
- IMO 6508195

## Хронологія
16/01/1965 Закладено на верфі.
26 квітня 1966 передано ЧМП, Одеса, СРСР. Додано до складу круїзних лайнерів пароплавства.
З 1989 передано в чартер на п'ять років компанії Jahn Reisen.
1995 Передано офшорної компанії Blasco UK, Монровія, Ліберія.
1995 Минуло ремонт і повернуто до Одеси, України.
1997 Продано інший офшорній компанії Ocean Agencies, Одеса, Україна.
Червень 1998 Почав трьох тижневий круїз з Пірея, з 532 пасажирами, після прибуття в Пірей, судно було заарештовано через фінансові проблеми для судноплавної компанії.
25/071 998 Викуплено з полону компанією Антарктика і відшвартувалося в Чорноморську.
2001–200З рр Морський лайнер, пройшов повну модернізацію, відповідно до вимог Реєстру: судно обладнане стабілізаторами хитавиці, кондиціонерами, використані сучасні матеріали для забезпечення комфортних умов відпочинку в каютах і на палубах. До послуг туристів — два басейни з морською водою, спортзал з тренажерами, волейбольний та баскетбольний майданчики, зимовий сад, солярій, музичний салон, ресторан, нічний клуб з дискотекою, кінозал, салон краси. Причому, завдяки тому, що судно має каюти 13-ти різних категорій, вийти в круїз на ньому можуть як пасажири, які претендують на каюти класу «люкс», так і згодні відправитися в морську подорож в недорогих 4-6-місцевих каютах.
07/2003 здійснила круїз по Чорному морю з 700 туристами, відвідавши Ялту, Сочі, Батумі, Стамбул, Одесу.
11/2004 Продано для переробки на металобрухт.
01/2005 Перейменовано в Tara.
01/2005 Перенаправлено з Чорноморська до Читтагонгу (Бангладеш) на металобрухт.